# La storia infinita
La storia infinita (titolo originale in tedesco Die unendliche Geschichte) è un romanzo fantastico dello scrittore tedesco Michael Ende, pubblicato nel 1979 a Stoccarda dalla Thienemann Verlag. Tradotto in più di quaranta lingue, il romanzo ha venduto oltre 10 milioni di copie nel mondo ed è diventato un classico della letteratura per ragazzi. La prima edizione in italiano risale al 1981, a cura della Longanesi.
La maggior parte della storia si svolge a Fantàsia, un mondo fantastico minacciato dall'espansione di una forza misteriosa chiamata Nulla, che causa la sparizione di regioni sempre più estese del regno. Il coprotagonista è Atreiu, un coraggioso fanciullo che viene incaricato dall'Infanta Imperatrice di trovare una soluzione al problema di Fantàsia; il protagonista è invece un bambino del mondo reale, Bastiano Baldassarre Bucci, che, leggendo un libro sul Regno di Fantàsia, si ritrova progressivamente coinvolto negli eventi del racconto. Diventato anche lui parte di Fantàsia, Bastiano aiuta Atreiu nel tentativo di salvare il regno e dovrà infine trovare un modo per ritornare nel mondo reale.
L'opera è stata adattata in una varietà di media diversi, che vanno dal teatro ai videogiochi, dal cinema alla televisione. Proprio dal romanzo di Ende, Wolfgang Petersen ha tratto nel 1984 il celebre lungometraggio La storia infinita.

## Trama
Bastiano Baldassarre Bucci è un bambino di dieci anni che, dopo la morte della madre, non riesce più a comunicare con il padre e si è chiuso in se stesso, rifugiandosi nella lettura e nelle storie fantastiche, anche perché va male a scuola ed è un tipo solitario che viene preso in giro e maltrattato dai suoi compagni di classe. Un giorno, fuggendo dall'ennesima persecuzione, trova riparo nella libreria antiquaria del signor Carlo Corrado Coriandoli. L'uomo stava leggendo un libro misterioso intitolato La storia infinita. Bastiano è immediatamente attirato dal tomo, poiché aveva sempre desiderato leggere una storia senza fine, così, quando squilla il telefono del negozio e il signor Coriandoli lascia la sala, ruba il libro e fugge fino alla soffitta della sua scuola. Qui inizia a leggere La storia infinita.
Il libro tratta del Regno di Fantàsia, la cui sovrana, l'Infanta Imperatrice, è afflitta da un male sconosciuto e corre il rischio di morire.  Col peggiorare del suo male anche Fantàsia sembra condannata alla rovina, perché un'entità informe chiamata Nulla ha cominciato a espandersi nel regno, inghiottendo intere regioni e facendole sparire del tutto. L'Infanta Imperatrice incarica quindi il giovane e coraggioso Atreiu di cercare una soluzione al suo male e a quello del regno, così gli affida il talismano fatato Auryn per proteggerlo da ogni male. Durante il suo viaggio in compagnia del Drago della Fortuna Fùcur, Atreiu attraversa Fantàsia e parla con i suoi abitanti, tra cui Ygramul, Uyulala e Mork: scopre quindi di non essere in grado di aiutare il regno, ma che l'unica possibilità di salvezza risiede nel condurre a Fantàsia un umano che dia all'Infanta Imperatrice un nuovo nome.
Mentre Bastiano segue con trepidazione le avventure di Atreiu, si lascia trascinare sempre più all'interno del racconto, fino a rendersi conto di poter influenzare attivamente il proseguimento della storia. Tenta così di chiamare Atreiu e si sorprende nel constatare che il personaggio lo senta e faccia quanto intimatogli. Sebbene Bastiano si renda conto che è proprio lui l'unico possibile salvatore di Fantàsia, teme che l'Infanta Imperatrice possa ritenerlo non all'altezza ed esita a pronunciarne il nuovo nome, che ha custodito per molto tempo. La regnante decide allora di recarsi dal Vecchio della Montagna Vagante, che possiede un libro intitolato La storia infinita e di farsi leggere ad alta voce il racconto. Bastiano è sorpreso di leggere che la storia ricomincia ogni volta che raggiunge il punto in cui l'Infanta Imperatrice raggiunge il Vecchio e che, nelle ripetizioni, include anche il suo incontro con Coriandoli, il furto del libro e le sue azioni nella soffitta della scuola. Capendo che la storia si sarebbe ripetuta ciclicamente all'infinito senza il suo intervento, Bastiano pronuncia finalmente il nome che ha scelto per l'Imperatrice: "Fiordiluna".
Bastiano viene trasportato a Fantàsia dove l'Infanta Imperatrice lo incarica di ricreare il regno a partire dai suoi desideri e gli dona il talismano Auryn. Con l'amuleto a esaudire le sue ambizioni, il giovane decide di lasciarsi alle spalle tutte le debolezze che avevano caratterizzato la sua vita nel mondo reale; si reinventa dunque come un tipo forte, coraggioso e saggio e inizia a viaggiare per Fantàsia vivendo avventure e inventando storie, conoscendo finalmente anche Fucur e Atreiu, quest'ultimo inizialmente sbalordito dal trovarsi davanti un ragazzo completamente diverso da quello che aveva visto in un riflesso, durante la sua missione. Piano piano però Bastiano si rende conto che tutti i racconti che inizia proseguono indipendentemente dalla sua volontà e che non tutti portano a conseguenze positive; inoltre il potere assoluto dell'Auryn ha un prezzo: ogni volta che esprime un desiderio, perde un ricordo della sua vita. Bastiano decide di reincontrare l'Infanta Imperatrice per parlarle, cosa però proibita al salvatore di Fantasia: ne consegue che tutti i tentativi per raggiungere l'Imperatrice falliscono. Bastiano decide quindi di nominarsi nuovo imperatore di Fantasia e questo lo porta a scontrarsi con Atreiu, e si ritrova quindi nella Città degli Imperatori, un luogo pieno di persone impazzite, tutti ex salvatori di Fantasia che si erano lasciati sopraffare dai desideri e dall'ambizione, dimenticandosi completamente del loro mondo. Bastiano riesce comunque a fuggire per andare in cerca della miniera di Minroud dove il minatore Yor può aiutarlo a recuperare i ricordi. Alla miniera Bastiano aiuta Yor nel suo lavoro che consiste nell'estrarre immagini dalla roccia in cui sono intrappolate, e prima o poi lui troverà delle immagini che gli sembreranno familiari. Bastiano trova tre immagini, ma non sa cosa deve farne e, preso dalla disperazione, depone l'Auryn e invoca i suoi amici.
Avendolo deposto di sua volontà, Bastiano viene trasportato all'interno dell'Auryn, dove i due serpenti, ora giganteschi, custodiscono la fontana delle Acque della Vita. Qui Bastiano trova anche Fucur e Atreiu (in quanto tutti e tre hanno portato l'Auryn), a cui chiede perdono sinceramente. I serpenti chiedono a Bastiano il suo nome, ma egli non lo ricorda. Interviene allora Atreiu che garantisce per lui, pronunciandone il nome. I serpenti sono scontenti del fatto che Bastiano abbia lasciato dietro di sé tantissimi racconti incompiuti e non sono sicuri di potergli fare raccogliere l'Acqua della Vita, indispensabile per tornare nel suo mondo. Atreiu promette allora di farlo al suo posto, aiutato da Fucur. Bastiano torna al suo aspetto originale e saluta per sempre i due amici, per poi accedere alla Fontana: bevendone l'acqua e facendoci il bagno, riacquista i suoi ricordi e può finalmente tornare a casa, dove cerca di portare un po' d'acqua con sé per darla al padre, sempre triste e distante da quando la moglie è morta; ma quando si ritrova nella soffitta della scuola si accorge di averla rovesciata e che il libro della Storia Infinita è sparito.
Tornato a casa, Bastiano scopre il padre disperato perché era sparito dal giorno prima; gli racconta così le sue avventure e, per la prima volta da tanto tempo, ricorda che il padre gli vuole davvero bene. Bastiano va anche dal signor Coriandoli per prendersi la responsabilità del furto del libro e di averlo smarrito, ma l'uomo gli confida di aver già viaggiato a Fantàsia molte volte per salvare l'Imperatrice (e gli confida anche il segreto per rivederla, nonostante il divieto) e che non deve preoccuparsi perché il libro non era davvero suo; si dimostra anche molto interessato alle avventure di Bastiano a Fantàsia e afferma che un giorno magari gli racconterà le sue.

## Genesi dell'opera
Nel 1977 Michael Ende venne incoraggiato dal suo editore Hansjörg Weitbrecht a comporre un nuovo romanzo da consegnare entro la fine di quell'anno. Ende rispolverò allora un'idea appena abbozzata di «un bambino che, leggendo una storia, si ritrova letteralmente all'interno della storia stessa e riesce a uscirne solo con grandi difficoltà»; il tema venne subito approvato da Weitbrecht. Dubitando inizialmente di riuscire a scrivere più di 100 pagine, Ende si rese conto che più vi lavorava e più la trattazione acquistava spessore e grandezza, tanto che la data di uscita dovette essere posticipata. Poco prima della consegna, Ende contattò il suo editore per comunicargli che il protagonista Bastiano si rifiutava categoricamente di lasciare Fantàsia e che non gli rimaneva dunque altra possibilità che seguire il suo personaggio nel prosieguo delle sue avventure.
(Michael Ende)
Inoltre, secondo Ende, la storia aveva preso una piega tale da non essere più adatta a una pubblicazione tradizionale, ma gli appariva chiaro che si sarebbe dovuta confezionare come un vero e proprio libro di magia: con copertina in cuoio e bottoni in madreperla e ottone. Dopo lunghe discussioni con l'editore, che non vedeva di buon occhio il conseguente aumento dei costi di produzione, ci si accordò per una rilegatura in seta, la celebre stampa a due colori e i 26 capilettera per i singoli capitoli, che sarebbero stati illustrati da Roswitha Quadflieg. L'ultimo nodo narrativo da sciogliere rimaneva come far tornare Bastiano dal Regno di Fantàsia alla realtà. Esso tenne impegnato a lungo Ende fino a quando gli venne in mente l'idea risolutiva: che l'Auryn, l'amuleto dell'Infanta Imperatrice, fosse esso stesso l'uscita dal Regno di Fantàsia. Così nel 1979, dopo circa tre anni di lavoro, l'autore poté finalmente concludere il suo romanzo.
Riassumendo la travagliata genesi e stesura del racconto, Ende ha commentato:
(Michael Ende)

## Pubblicazione
La prima edizione de La storia infinita fu stampata il 1º settembre 1979 dall'editore Thienemann Verlag, con la legatura con copertina rigida in seta e il già citato doppio colore d'inchiostro: rosso per il testo ambientato nel mondo degli umani e verde acqua le parti trattanti Fantàsia. I 26 capitoli che compongono la storia vennero decorati con altrettanti capilettera in rigoroso ordine alfabetico dalla "A" alla "Z", realizzati da Roswitha Quadflieg. Nel 1987 uscì l'edizione tascabile a cura del Deutscher Taschenbuch Verlag, mentre nel 1998 seguì l'edizione Weitbrecht, contenente il capitolo inedito Der Niemandsgarten (lett. "Il giardino di nessuno"), che costituisce una sorta di antefatto alla storia, estratto dal testamento di Ende. Nel 2004 venne pubblicata da Thienemann Verlag una nuova versione con le illustrazioni di Claudia Seeger, priva dei capilettera e dell'inchiostro colorato.
La prima edizione del libro venne stampata in appena 20 000 copie, ma il successo fu immediato ed entro fine anno le vendite raggiunsero i 200 000 esemplari. Nel 1980 il romanzo apparve per la prima volta nella lista dei best seller stilata dalla rivista Der Spiegel e vi rimase per un totale di 332 settimane, di cui 113 al primo posto. Nei tre anni seguenti oltrepassò la soglia del milione di esemplari venduti in 15 ristampe successive. La storia infinita si sviluppò ben presto in un romanzo di culto e, al 2009, è stato tradotto in oltre 40 lingue e ha venduto più di 10 milioni di copie in tutto il mondo, di cui tre milioni solamente in Germania. Accolto fin da subito in modo positivo dalla critica, nel 1979 vinse il premio per la letteratura per ragazzi Buxtehuder Bulle, il Preis der Leseratten della ZDF nel 1980 e diversi altri riconoscimenti internazionali.

### Edizioni italiane
La prima edizione in italiano fu curata da Longanesi nel 1981 nella collana La gaja scienza. La traduzione (supervisionata dall'autore) venne affidata ad Amina Pandolfi, mentre i capilettera furono frutto dell'opera di Antonio Basoli. L'edizione presentava una copertina rigida ricoperta di seta rossa e il testo bicolore. Nel 1988 TEA pubblicò un'edizione dell'opera, mantenendo la traduzione e i capilettera della versione Longanesi. Il testo venne stampato in inchiostro monocromatico nero ricorrendo al corsivo per le parti ambientate nel mondo degli uomini e al carattere tondo per quelle ambientate nel Regno di Fantàsia. La casa editrice Corbaccio pubblicò la sua prima versione de La storia infinita nel 2002, all'interno della collana Scrittori di tutto il mondo. Il testo e la grafica riprendono quella delle edizioni precedenti, reintroducendo i colori d'inchiostro rosso e verde acqua. Il Corriere della Sera riporta che nel 1996 erano stati venduti circa 350 000 esemplari in Italia.

## Genere e struttura
La storia infinita è un romanzo che per la sua complessità sfugge la classificazione in un genere specifico. Critici e ricercatori si riferiscono però spesso al racconto come Märchenroman, identificabile con il fantasy fiabesco, scelta supportata tra l'altro dallo stesso Ende, che per primo aveva espresso l'idea di estendere la dizione Märchenroman ad un genere di romanzi già ampiamente diffuso. In riferimento all'opera sono state adottate una varietà di denominazioni tutte in qualche modo afferenti alle fiabe classiche: "fiaba morale", "fiaba per adulti", "fiaba fantastica", "fiaba di formazione" o "fiaba moderna". In effetti le fiabe occupano un ruolo centrale nella poetica di Ende, che non le considera semplicisticamente letteratura per ragazzi, quanto opere complesse, pensate per grandi e bambini, che avevano un tempo un significato profondo nella cultura occidentale. Tuttavia le chiavi di lettura che attribuiscono all'opera esclusivamente tratti fiabeschi non riflettono completamente la realtà. La storia infinita, infatti, si discosta nello stile e nella struttura dai canoni della fiaba, e spesso questi non vengono imitati se non superficialmente. La trattazione ricorda piuttosto un romanzo di formazione, in cui elementi fantastici e romantici svolgono il ruolo di contenitori e catalizzatori della storia. L'opera è così un romanzo di formazione al tempo stesso fiabesco, fantastico e romantico.
La storia infinita è un metaromanzo, vale a dire un "libro nel libro" o un "libro che parla di altri libri". All'interno della cornice narrativa della realtà si svolgono gli eventi del Regno di Fantàsia, in modo che i due racconti si intreccino a vicenda. Nella finzione letteraria, infatti, La storia infinita è il titolo di ben tre volumi: quello scritto dall'autore Michael Ende; quello rubato da Bastiano nel negozio di antiquariato del signor Coriandoli, rilegato in pelle e con l'Auryn in copertina, in cui si raccontano solo le vicende del Regno di Fantàsia; e quello contenuto nella Montagna Vagante e poi riscritto dal Vecchio, speculare a quello di Ende. Grazie a questa struttura, Ende riesce a infrangere la barriera che divide lettore e personaggio, poiché Bastiano passa da un ruolo all'altro nel corso della storia. In questo modo, anche il confine tra realtà e finzione risulta meno netto e, in alcuni passaggi — fra tutti, l'urlo udito da Atreiu e da Ygramul —, quasi indistinto. Il racconto è permeato da simboli ed elementi che rimandano ad una visione ciclica del tempo, come l'uroboro che si morde la coda, raffigurato nell'emblema Auryn. Così l'ultimo capitolo "Z" lascia intendere un ritorno alla "A", dal momento che una "storia infinita" non può avere un capitolo finale. Questa struttura ha origine, nella finzione letteraria, nel racconto del Vecchio della Montagna Vagante, che inizia a scrivere La storia infinita e poi su invito dell'Infanta Imperatrice ricomincia da capo, nel punto in cui Bastiano irrompe nella libreria antiquaria di Carlo Corrado Coriandoli. In questo modo, quando la storia raggiunge il punto in cui l'Imperatrice chiede al vecchio di reiniziare il suo racconto, questa ritorna nuovamente al punto di partenza. Tutti i personaggi si ritrovano così imprigionati in un ciclo senza fine, fino a quando Bastiano non accetta di occupare il suo posto nella storia, di immergervisi e di concluderla.
Per rendere più facile capire in quale piano narrativo si sta svolgendo la storia, l'autore ha dato al suo romanzo un'estetica particolare: il libro è scritto in due colori, che distinguono le parti ambientate nel mondo degli uomini, in rosso, da quelle ambientate nel Regno di Fantàsia, in verde acqua.
(Michael Ende)

### Capitoli
Il volume è suddiviso in 26 capitoli, che iniziano con altrettante lettere dell'alfabeto tedesco, in ordine alfabetico dalla "A" alla "Z". Essi, oltre a essere numerati in cifre romane e avere un titolo, sono anche contrassegnati da un capolettera che ricorda le miniature medievali. In una lettera a una sua lettrice, Ende rivelò che le illustrazioni di Roswitha Quadflieg erano molto diverse dall'immagine che aveva in testa, ma che il risultato finale gli appariva comunque gradevole. In un'altra lettera, invece, l'editore Hansjörg Weitbrecht ringraziò l'artista per il suo lavoro, che, secondo lui, contribuì grandemente al successo del libro. Ende attribuiva un grande significato alla scelta delle lettere, come nel nome Xayíde, che doveva essere scritto necessariamente con una "y". In questo si rifaceva alla Cabala, che considerava le lettere più di semplici suoni, ma significati che rivelano il mondo interiore dell'uomo.
| Numero       | Titolo                                         | Lettera |
| ------------ | ---------------------------------------------- | ------- |
| Introduzione | otairauqitnA ilodnairoC odarroC olraC eralotiT |         |
| I            | Fantàsia in pericolo                           | A       |
| II           | La chiamata di Atreiu                          | B       |
| III          | La vecchissima Morla                           | C       |
| IV           | Ygramul, Le Molte                              | D       |
| V            | I Bisolitari                                   | E       |
| VI           | Le tre Porte Magiche                           | F       |
| VII          | La Voce del Silenzio                           | G       |
| VIII         | Il Paese della Mala Genìa                      | H       |
| IX           | La città dei fantasmi                          | I       |
| X            | Il volo verso la Torre d'Avorio                | J       |
| XI           | L'Infanta Imperatrice                          | K       |
| XII          | Il Vecchio della Montagna Vagante              | L       |
| XIII         | Perelun, il Bosco Notturno                     | M       |

| Numero | Titolo                            | Lettera |
| ------ | --------------------------------- | ------- |
| XIV    | Goab, il Deserto Colorato         | N       |
| XV     | Graogramàn la Morte Multicolore   | O       |
| XVI    | Amarganta la Città d'Argento      | P       |
| XVII   | Un drago per l'Eroe Inrico        | Q       |
| XVIII  | Gli Acharai                       | R       |
| XIX    | I compagni di strada              | S       |
| XX     | La Mano che vede                  | T       |
| XXI    | Il Monastero delle Stelle         | U       |
| XXII   | La battaglia della Torre d'Avorio | V       |
| XXIII  | La Città degli Imperatori         | W       |
| XXIV   | Donna Aiuola                      | X       |
| XXV    | La Miniera delle Immagini         | Y       |
| XXVI   | Le Acque della Vita               | Z       |

## Temi e interpretazioni
Temi narrativi, spesso introdotti in chiave simbolica o allegorica, permeano l'intero romanzo, che può quindi essere letto a più livelli così come avviene ad altre opere fantastiche basate su un viaggio in un mondo incantato.
La fantasia
La fantasia è uno dei temi fondanti de La storia infinita, da cui deriva il nome stesso di Fantàsia, il mondo immaginario dov'è ambientata in parte la vicenda. Non si tratta solo di una capacità tipica dell'uomo di immaginare ciò che non è o ciò che potrebbe essere; per Ende la fantasia è un'attività vera e propria della mente. Grazie a essa, il genere umano è in grado di creare, modificare, plasmare la realtà, costruendole un passato e un futuro. E questo potere creativo, dovuto all'attività immaginativa, è molto simile alla creazione divina, rientrando nelle qualità concesse da Dio all'uomo che lo rendono simile a esso. La differenza, sostanziale, è che alla fantasia di Ende tutto è concesso, nel bene e nel male. Né Bastiano né l'Infanta Imperatrice fanno distinzioni tra le loro creature; lasciano anzi che vivano ciascuna la loro vita senza interferenze.
La storia infinita non è un libro analitico o didattico, ma contiene comunque un messaggio chiaro. In esso Ende critica il materialismo ed esalta la fantasia. Nel dopoguerra l'uomo si è sforzato di «vedere tutto in un'ottica socialmente e politicamente critica» portandolo ancora di più verso «un'aspirazione di negatività, ira, amarezza e oscurità». In quest'ottica Ende concepisce il ruolo dello scrittore, della letteratura e dell'arte in generale come il tentativo di «restituire al mondo il suo segreto sacro e all'uomo la sua dignità», per «ridare alla vita magia e mistero». I segreti del mondo sono però accessibili solo «a colui che è pronto a lasciarsi trasformare da essi». Se l'uomo non è divenuto un vero adulto, «un essere disincantato, banale e inquadrato» allora continua a vivere in lui il bambino. Ende dedica la sua opera all'eterno bambino in ognuno e per questo i suoi lavori non sono da intendersi come letteratura per ragazzi. La scelta di adottare uno stile e un registro vicino al fantasy fantastico deriva solamente da motivi artistico-poetici: «Se si desidera raccontare eventi fantastici bisogna descrivere il mondo in modo che tali eventi siano possibili e verosimili».
La fantasia del mondo reale e quella di Fantàsia seguono leggi diverse; «laggiù le cose sono differenti» canta Uyulala ad Atreiu. Nel regno dell'Infanta Imperatrice, infatti, l'uso dell'immaginazione da parte di Bastiano si limita a dare un impulso, dopodiché ogni creatura si evolve in completa autonomia, decidendo con le sue stesse azioni la sua strada. L'intervento della fantasia d'un autore-creatore non è più necessario, poiché la vita, a Fantàsia, è in grado di svilupparsi seguendo l'istinto e la propria natura. Così accade, ad esempio, agli Uzzolini: «Noi possiamo fare tutto quello che ci pare. Noi siamo gli Uzzolini. E quando ci viene l'uzzolo facciamo quello che vogliamo, tutto quello che non ci è proibito». Quando Bastiano tenta di fermare gli Uzzolini, dicendo di essere il loro "benefattore" a cui devono obbedienza, le creature non lo riconoscono né come persona né come padrone, e si rifiutano di ascoltare i suoi ordini. Questo può essere letto inoltre come una metafora dell'atto creativo e onnipotente di uno scrittore: una volta che si è iniziata una storia, il resto viene da sé, quasi prendesse vita propria indipendentemente dalla volontà di chi scrive. È la magia della creazione o "creatività magica" a permettere la nascita di nuove creature, nuovi mondi e della stessa Fantàsia.
Il nome o La creazione
Ogni cosa a Fantàsia inizia ad avere una propria storia dal momento in cui le viene dato un nome o un nuovo nome. Prima di allora semplicemente esiste, ma non ha uno scopo, un ruolo, una funzione perché è priva d'identità. Questo tipo di creazione è tipico delle culture orali e si trova presso quasi tutti i popoli, con tracce evidenti in poemi epici e testi sacri quali la Bibbia, l'Enūma eliš, l'Iliade, l'Odissea, il Libro delle Caverne, le leggende di Conchobar mac Nessa e Cú Chulainn, o il Ciclo feniano. La facoltà creatrice della parola non è dunque un'invenzione di Ende, ma la ripresa di un'idea antica, archetipica e sacra. Controprova dell'equivalenza tra nome e creazione è il fatto che il Nulla, la forza distruttrice del mondo di Fantàsia, non ne abbia davvero uno. Un Fuoco Fatuo, nel primo capitolo, afferma che "il nulla non si presenta affatto... non c'è una parola per questo", ovvero che il Nulla — nel senso di non essere — è privo di nome e quindi il "non nome" equivale a "distruzione". Lo stesso avviene per la Città degli Imperatori, che in realtà, come afferma Argax, «non ha alcun nome». La città ospita «coloro che hanno sprecato il loro ultimo desiderio», ormai privi di un passato e di un futuro, destinati a restare "così come sono" senza scopo.
I desideri
I desideri, ne La storia infinita non sono mai vaghi: per andarsene da un posto, per esempio, non basta desiderare di essere altrove ma è necessario desiderare un altro posto, immaginarlo, figurarselo nella mente. Tale concetto viene spiegato a Bastiano da Graogramàn: «Le strade di Fantàsia le puoi trovare solo grazie ai tuoi desideri. E ogni volta puoi procedere soltanto da un desiderio al successivo. Quello che non desideri ti rimane inaccessibile. Questo è ciò che qui significano le parole 'vicino' e 'lontano'. E non basta volere soltanto andar via da un luogo. Devi desiderarne un altro. Devi lasciarti guidare dai tuoi desideri». I desideri, dunque, sono le singole essenziali tappe di un percorso che conduce a uno "scopo fondamentale", la propria identità, ciò che si è se si vuole veramente; in questo senso va interpretata la frase "Fa' ciò che vuoi" incisa sull'Auryn. Tale percorso, che ritroviamo lungo tutto il libro, è rappresentato in modo fisico — oltre che simbolico — dal Tempio delle Mille Porte, per gli esseri umani, e dalla Grande Ricerca, per i personaggi di Fantàsia.
Il fatto che per desiderare qualcosa sia necessario conoscere sé stessi, trovare la propria vera volontà e identità, ha delle conseguenze: senza ricordi, qualunque desiderio è impossibile e la mente si svuota completamente. L'effetto, però è diverso a seconda che la perdita dei ricordi riguardi l'essere umano Bastiano o il personaggio Atreiu: il secondo, infatti, trova le sue risposte proprio perdendo sé stesso — al contrario del primo — e diventando come "un bambino appena nato". Pur obbedendo a leggi diverse, tuttavia, il Regno di Fantàsia e il mondo degli uomini sono legati l'uno all'altro né possono esistere l'uno senza l'altro.
I ricordi
Bastiano, a furia di esprimere desideri per tornare nel proprio mondo, cambia sé stesso rinunciando ai ricordi e dimenticando, quindi, ciò che era prima. Si crea così un circolo vizioso per cui la volontà del bambino, nel tentativo di ritrovare sé stessa, in realtà si perde e deve quindi recuperare, come in sogno, una "prima infanzia soppressa". Non è un caso che, ne La storia infinita, i ricordi e la fantasia — ovvero la capacità di creare esprimendo desideri — siano strettamente collegati: gli uni non sono possibili senza l'altra, e viceversa. Questo perché, in ultima analisi, «chi non ha più un passato non ha neppure un avvenire». Un concetto che la scimmia Argax spiega in modo molto chiaro a Bastiano: «per loro [quelli che dimenticano] nulla può cambiare, perché loro stessi non possono più cambiarsi». La fantasia è quindi, per Michael Ende, un'attività creatrice in perenne movimento il cui meccanismo si rompe, però, nel momento in cui i ricordi, il passato, ciò che è stato, non sorreggono più i desideri, il futuro, ciò che sarà e potrebbe essere.
L'alfabeto
Punto di partenza per le riflessioni di Ende sulla scrittura sono le lettere dell'alfabeto. Il riferimento è già evidente nell'uso dei capilettera all'inizio di ogni capitolo. Le lettere costituiscono dunque un principio e una fine, dalla A alla Z, entro i quali si dipana ogni storia. Se questo è forse l'accorgimento più evidente fra quelli escogitati dall'autore, non è tuttavia l'unico; Ende, soprattutto all'inizio e nella seconda parte de La storia infinita, dissemina infatti il suo racconto di spunti sulla narrazione come "scrittura", ovvero come "sequenza di vocali e consonanti" e "tipografia"; come la scritta che compare sulla porta a vetri del negozio del signor Coriandoli, stampata al contrario così come la si vedrebbe dall'interno; la scala del Vecchio della Montagna Vagante, costruita da lettere che formano frasi, ammonimenti, inviti; le iniziali lasciate su una duna del Deserto Colorato da Bastiano, come testimonianza del suo passaggio per chiunque leggerà il passo de La storia infinita in cui lui compie quell'azione; o il gioco del Caso nella Città degli Imperatori, che consiste nel lanciare un gran numero di dadi sulle cui facce sono disegnate le lettere dell'alfabeto, scopo del gioco è ottenere, casualmente, parole buffe o di senso compiuto, o addirittura intere storie. Le lettere scritte, dunque, rappresentano uno dei punti di partenza per costruire un racconto.
Tra finito e infinito
Poiché il Regno di Fantasìa non ha confini né nello spazio né nel tempo, la sua storia non ha mai fine. Tuttavia, le singole storie dei suoi personaggi, dei suoi luoghi, dei suoi oggetti, devono essere concluse perché l'ordine di Fantàsia non sia scardinato. Per questo, alla fine del libro, le Acque della Vita chiedono a Bastiano se ha portato a termine tutte le proprie storie prima di farlo passare.
A Fantàsia, se una vicenda ha avuto inizio deve avere anche uno svolgimento e una fine. Non si tratta comunque della fine che deve per forza esserci in un libro, ma del ciclo regolare della vita fantastica e reale. Si crea così un circolo senza fine, dove una storia ne racchiude un'altra e un'altra ancora, e dove gli ascoltatori della prima non sono che i protagonisti di una seconda. Ma La storia infinita è anche una "rete di relazioni intertestuali", un ipertesto ante litteram che si estende, si ramifica in ogni direzione senza limiti. Chiunque può continuarla, immaginare una storia precedente o successiva di qualunque personaggio, anche mediante corollari o spin-off; ne sono testimonianza i sei romanzi commissionati dalla Droemer Knaur fra il 2003 e il 2004 per la serie Die Legenden von Phantasien (lett. "Le leggende di Fantàsia"). I libri non scritti sono spesso accennati da Ende con una formula fissa: «Ma questa è un'altra storia, e si dovrà raccontare un'altra volta». Essa è lo spunto per l'invenzione di storie secondarie, lasciate in sospeso da Ende per scatenare la fantasia dei lettori e far rivivere ogni volta le creature di Fantàsia. In un certo senso è un antidoto al Nulla che minaccia gli uomini di là dalla finzione letteraria.
Interpretazione di Ende
Alla richiesta di dare un'interpretazione a La storia infinita Ende non ha risposto, affermando che la sua opera non esiste per veicolare un messaggio, ma che ogni commento a proposito sia giusto. L'unico indizio rivelato dall'autore è:
(Michael Ende)

## Critica
La critica tedesca del tempo della guerra fredda accolse le idee esposte da Ende nel suo romanzo con riluttanza e scetticismo. All'epoca la letteratura doveva essere soprattutto realistica e politicamente impegnata, per cui non c'era spazio per viaggi nel Regno di Fantàsia. I rappresentanti socialmente attivi della generazione sessantottina criticarono dunque Ende tacciandolo di escapismo, di mancanza di realismo e di tratti eccessivamente naïf. Lo studioso Hermann Bausinger utilizzò in relazione all'opera di Ende l'espressione "effetto placebo", nella misura in cui i giovani lettori spaventati dal futuro e in cerca di una fuga dalla realtà trovavano nel romanzo una risposta al loro bisogno di positività e ricevevano risposte e soluzioni che non erano contenute nel testo stesso.
Tuttavia il messaggio contenuto ne La storia infinita era diametralmente opposto: non una fuga nel mondo della fantasia in cui vivere felici, ma un invito a considerare la fantasia un mezzo per affrontare i problemi del mondo reale. Ende si stancò di doversi ripetutamente giustificare agli occhi della critica per la sua scelta di trattare il fantastico e definì "soffocante" il lungo dibattito sull'escapismo. A colpirlo maggiormente fu però il fatto che non gli si volevano riconoscere i suoi meriti artistici e creativi, degradandolo a mero "cantastorie della nazione". Ende decise così di ignorare le critiche e di godersi il successo presso i suoi lettori:
(Michael Ende in una lettera ad una sua lettrice del 25 luglio 1982 tratta dal testamento dell'autore)
Per cui al ridosso della sua uscita, La storia infinita fu liquidato come letteratura per ragazzi e i pochi adulti che pure lo leggevano, lo facevano in modo sommesso e quasi vergognandosene. Lo stesso Ende commentò che se il suo romanzo «fosse apparso dieci anni prima, nessuno si sarebbe interessato ad esso». Invece negli anni ottanta la mutata sensibilità portò una nuova generazione di lettori all'improvviso interesse per il libro e per i suoi temi romantici e favolistici, tanto che già nel 1980 Der Spiegel lo definì un probabile libro di culto e qualche anno più tardi sarebbe diventato il più grande successo della storia recente della letteratura tedesca, venendo tradotto in oltre 40 lingue e vendendo più di 10 milioni di copie in tutto il mondo.
Der Spiegel associò il viaggio nel Regno di Fantàsia de La storia infinita, inteso come fuga dalle illusioni e dalle menzogne del mondo reale, alle opere fantasy di J. R. R. Tolkien, precisando però che il primo assume una valenza più pedagogica. Invece che rifugiarsi in un facile escapismo, infatti, Ende suggerisce ai suoi lettori di «accettare la fantasia e la poesia, ma di rapportare i propri desideri e sogni alla loro vita di tutti i giorni», come testimoniato dai continui richiami di Atreiu e Fuchur a Bastiano affinché ritorni al suo mondo per portare equilibrio tra i due regni. Pur notando a tratti un'eccessiva semplicità, la redazione della rivista giudicò la narrazione "fluida e facilmente fruibile", arricchita da un'"atmosfera romantica" e una "fantasia strabordante". Die Zeit lo giudicò invece un romanzo filosofico carico di significati e di difficile interpretazione, reso piacevole dalla trama avvincente, dalla ricchezza di immagini e dalla riuscita rappresentazione di un mondo immaginario accuratamente pensato. Il Corriere della Sera ha sottolineato la presenza di numerosi riferimenti culturali e citazioni che ne rendono la lettura più adatta ad un pubblico maturo piuttosto che ad uno giovanile che si fermerebbe ad una lettura superficiale dell'opera.

## Trasposizioni

### Cinema e televisione
Appena un anno dopo la pubblicazione del libro, il produttore Bernd Eichinger ottenne da Ende i diritti per trarne un film. Tuttavia mano a mano che la sceneggiatura del regista Wolfgang Petersen si distanziava dal materiale originale, lo scrittore si convinse che permettere l'adattamento filmico non era stata una buona idea, riservandosi il diritto di ritirare il suo nome dalla pellicola. Nel 1984 uscì quindi La storia infinita, una trasposizione della prima parte del romanzo — corrispondente al viaggio di Atreiu — che, con un budget di 25 milioni di dollari, divenne all'epoca il film più costoso prodotto all'infuori degli Stati Uniti e dell'Unione Sovietica. Nonostante il successo di pubblico e critica, Ende fu inorridito dal prodotto finale e lo definì un "gigantesco melodramma di kitsch, commercializzazione, pupazzi e plastica".
Al primo film fecero seguito due produzioni statunitensi: La storia infinita 2 (1990), diretto da George Trumbull Miller e vagamente basato sulla seconda parte del romanzo, e La storia infinita 3 (1994), con regista Peter MacDonald, che presenta invece una storia originale e ha in comune con il libro solo alcuni personaggi.
Nel 2009 circolò la notizia che Warner Bros., The Kennedy/Marshall Company e Appian Way erano in trattativa per realizzare un nuovo adattamento cinematografico de La storia infinita, il quale avrebbe esplorato «i dettagli più sfumati del romanzo di Ende che erano stati omessi dal film originale e dai due sequel». Nel 2011, tuttavia, la produttrice Kathleen Kennedy affermò che problemi nell'acquisizione dei diritti indicavano che il film "non è destinato a compiersi".
Nel 1995 è stata realizzata una serie televisiva a cartoni animati in 26 episodi di produzione franco-tedesco-canadese intitolata La storia infinita. Racconti da La storia infinita, una serie televisiva di 13 puntate raccolte in una stagione e liberamente basata su La storia infinita, è stata prodotta dalla compagnia canadese Muse Entertainment e trasmessa in Nord America a partire da ottobre 2001.

### Radio e audiolibri
Nel 1980 la Phonogram produsse un radiodramma di circa tre ore che si mantiene molto fedele al romanzo di Ende, salvo essere riassunto per problemi di spazio su musicassetta. L'adattamento venne diretto da Anke Beckert, le musiche furono composte da Frank Duval, mentre come narratore fu scelto Harald Leipnitz. L'opera è stata pubblicata da Karusell in tre cassette e in seguito in tre CD della durata di circa 55 minuti con i sottotitoli Die große Suche ("La grande ricerca"), Das Zeichen der Kindlichen Kaiserin ("Il simbolo dell'Infanta Imperatrice"), Die Reise zum Elfenbeinturm ("Il viaggio alla Torre d'Avorio"). Una nuova versione in sei parti è stata trasmessa dal 7 novembre al 12 dicembre 2014 dalla Westdeutscher Rundfunk Köln e in seguito pubblicata su CD da Hörbuch Hamburg.
Nel 2007 l'etichetta Der Audio Verlag pubblicò Die unendliche Geschichte come audiolibro. L'opera, con una durata di 655 minuti e raccolta in nove CD, venne letta da Rufus Beck. Anche questo adattamento non è completo, anche se rispetto al radiodramma mancano solo poche scene e non intere sequenze. Una versione integrale del romanzo è stata pubblicata come audiolibro da Hörbuch Hamburg il 22 febbraio 2013, con Gert Heidenreich come narratore.

### Teatro
Nel 1999 venne eseguito a Magdeburgo il balletto Die unendliche Geschichte von der Zerstörung und Rettung des Landes Phantasien con musica di Siegfried Matthus e direzione di Irene Schneider. Lo stesso compositore Siegfried Matthus si era assicurato da Ende i diritti per un adattamento operistico del romanzo, che debuttò il 10 aprile 2004 a Treviri e Weimar.
La grotta-teatro di Baumannshöhle nel comune di Oberharz am Brocken ha ospitato a partire dal 26 novembre 2005 una rappresentazione teatrale de La storia infinita. Il primo spettacolo all'aperto avvenne invece il 9 luglio 2011 a Korbach.

### Legenden von Phantasien
Data la grande popolarità de La storia infinita, la casa editrice Droemer Knaur commissionò a prominenti autori tedeschi una serie di romanzi spin-off ambientati nel Regno di Fantàsia. I libri vennero raccolti a partire dal 2003 nella collana Legenden von Phantasien; inizialmente prevista come una serie di dodici volumi, la collana venne chiusa nel 2004 dopo la pubblicazione del sesto albo. I libri della serie sono:
- Der König der Narren ("La regina dei matti") di Tanja Kinkel, pubblicato il 1º settembre 2003
- Die Seele der Nacht ("L'anima della notte") di Ulrike Schweikert, pubblicato il 1º settembre 2003
- Die geheime Bibliothek des Thaddäus Tillmann Trutz ("La biblioteca segreta di Thaddäus Tillmann Trutz") di Ralf Isau, pubblicato il 1º settembre 2003
- Die Verschwörung der Engel ("Il giuramento degli angeli") di Wolfram Fleischhauer, pubblicato il 18 marzo 2004
- Die Stadt der vergessenen Träume ("La città dei sogni dimenticati") di Peter Freund, pubblicato il 18 marzo 2004
- Die Herrin der Wörter ("La regina delle parole") di Peter Dempf, pubblicato il 23 settembre 2004

### Giochi e videogiochi
Nel 1985 la software house inglese Ocean Software sviluppò The Neverending Story, un'avventura testuale per sistemi a 8 bit, basata in particolare sul film. Nel 1990 fu la volta di The Neverending Story II, un videogioco a piattaforme d'avventura pubblicato da Linel Trading per Commodore 64, Amiga e Atari ST, basato sul secondo film. Nel 1991 vide la luce una versione per MS-DOS. Auryn Quest è un videogioco per Windows sviluppato dall'azienda tedesca Attaction e pubblicato da DTP Entertainment, ak tronic e da DreamCatcher Interactive nel 2002. Nel platform il giocatore veste i panni di Atreiu in viaggio per Fantàsia alla ricerca dell'Auryn scomparso, mentre il Nulla minaccia nuovamente il regno fatato.
Un gioco da tavolo intitolato Die unendliche Geschichte – Das phantastische Erlebnisspiel è stato sviluppato da Klaus Hollitzka e pubblicato nel 1987 da Amigo Spiele.

### Fumetti
L'opera è stata parodiata dal fumetto Paperino in: "La storia (in)finita", scritta da Caterina Mognato, illustrata da Giuseppe Dalla Santa e pubblicata per la prima volta in due parti il 29 dicembre 1991 nel numero 1883 di Topolino. In essa il ruolo di Bastiano è ricoperto da Paperino, Atreiu da Topolino, Fuchur da Dumbo, l'Infanta Imperatrice da Paperina e l'Auryn dalla Numero Uno di Paperon de' Paperoni, vi compaiono inoltre molti altri personaggi dell'universo Disney e dei Classici fino ad allora prodotti.

### Edizioni italiane
- Michael Ende, La Storia Infinita, traduzione di Amina Pandolfi, Collana La Gaja Scienza n.39, Milano, Longanesi, 1981,  p. 446, ISBN 978-88-304-0029-0. - TEA, 1988-2017; SuperPocket, 1997; Einaudi, 2002; Corbaccio, 2008-2014; Salani, 2013.

### Testi e approfondimenti
- (DE) Michael Ende, Michael Endes Zettelkasten. Skizzen und Notizen, Weitbrecht Verlag, 1994, ISBN 3-522-71380-X.
- (DE) Roman Hocke e Thomas Kraft, Michael Ende und seine phantastische Welt, Weitbrecht Verlag, 1997, ISBN 3-522-71855-0.
- (DE) Roman Hocke e Uwe Neumahr, Michael Ende, magische Welten, catalogo espositivo dell'omonima mostra del 2007-2008 al Deutsches Theatermuseum, Henschel, 2007, ISBN 978-3-89487-583-1.
- (DE) Roman Hocke e Patrick Hocke, Die unendliche Geschichte - Das Phantásien-Lexikon, illustrazioni di Claudia Seeger, Thienemann-Esslinger Verlag, 2009, ISBN 978-3-522-20050-9.
- (DE) Lutz Müller, Suche nach dem Zauberwort: Selbst-Verwirklichung und schöpferisches Leben, Books on Demand, 2013, ISBN 978-3-939322-88-7.